# Сећам се
„Сећам се” је југословенска телевизијска серија снимљена 1979. године у продукцији Телевизије Београд.

## Улоге
| Глумац                  | Улога |
| ----------------------- | ----- |
| Слободан Алигрудић      |       |
| Весна Чипчић            |       |
| Михајло Бата Паскаљевић |       |
| Јадранка Селец          |       |
| Миливоје Мића Томић     |       |
| Аљоша Вучковић          |       |
| Јелена Жигон            |       |
| Стево Жигон             |       |

Комплетна ТВ екипа ▼
| Сценариста           | Бора Ћосић         |
| Директор фотографије | Томислав Пинтер    |
| Монтажер             | Андрија Зафрановић |